# Gallinago
A Gallinago a madarak osztályának lilealakúak (Charadriiformes) rendjébe és a szalonkafélék (Scolopacidae) családjába tartozó nem.

## Rendszerezésük
A nemet Mathurin Jacques Brisson francia zoológus 1760-ban, az alábbi fajok tartoznak ide:
- óriás-sárszalonka (Gallinago undulata)
- nemes sárszalonka (Gallinago nobilis)
- amerikai sárszalonka (Gallinago paraguaiae)
- puna sárszalonka (Gallinago andina)
- afrikai sárszalonka (Gallinago nigripennis)
- madagaszkári sárszalonka (Gallinago macrodactyla)
- sárszalonka (Gallinago gallinago)
- Wilson-sárszalonka (Gallinago delicata)
- tibeti sárszalonka (Gallinago solitaria)
- Latham-sárszalonka (Gallinago hardwickii)
- nepáli sárszalonka (Gallinago nemoricola)
- hegyesfarkú sárszalonka (Gallinago stenura)
- Swinhoe-sárszalonka (Gallinago megala)
- nagy sárszalonka (Gallinago media)
- andoki sárszalonka (Gallinago jamesoni)
- Kordiella-sárszalonka (Gallinago stricklandii)
- császár sárszalonka (Gallinago imperialis)